# Xiuladora roquera
El xiuladora roquera (Colluricincla woodwardi) és un ocell de la família dels paquicefàlids (Pachycephalidae).

## Hàbitat i distribució
Habita penya-segats i gorges al nord-est d'Austràlia Occidental, nord i nord-est del Territori del Nord i l'extrem nord-oest de Queensland.